# Thomas Gloag
Thomas Gloag (East Dulwich, 13 de septiembre de 2001) es un ciclista británico, miembro del equipo neerlandés Team Visma | Lease a Bike.

## Biografía
En mayo de 2022 terminó tercero en el esprint de Flecha de las Ardenas, superado por Romain Grégoire y Lennert Van Eetvelt. En julio estuvo cerca de ganar etapas en el Giro del Valle de Aosta y el Tour de Alsacia. En el Tour del Porvenir, participó en una escapada en la etapa 4 que llegó a la línea de meta donde ganó el esprint contra Adam Holm Jørgensen para obtener su segunda victoria de etapa en el nivel sub-23. Mientras subía al podio para celebrar su victoria con Bernard Hinault, tropezó y resbaló por las escaleras. Tomó el liderato después de su victoria de etapa, pero cayó al segundo lugar al día siguiente, luego al decimonoveno en la general antes de retirarse de la carrera. En agosto fue aprendiz del equipo Jumbo-Visma del UCI WorldTour por el resto de la temporada 2022. El 29 de agosto se anunció que se uniría permanentemente al equipo a partir de la temporada 2023 con un contrato de tres años.

## Palmarés
2021
- 1 etapa de la Ronde d'Isard

2022
- 1 etapa del Tour del Porvenir

2024
- 1 etapa del Tour de la República Checa

## Resultados en Grandes Vueltas
| Carrera | Carrera         | 2021 | 2022 | 2023 | 2024 |
| ------- | --------------- | ---- | ---- | ---- | ---- |
|         | Giro de Italia  | —    | —    | 76.º | —    |
|         | Tour de Francia | —    | —    | —    | —    |
|         | Vuelta a España | —    | —    | —    | —    |

—: no participa

Ab.: abandono

## Equipos
- Trinity Racing (2021-2022)
- Jumbo-Visma (stagiaire) (08.2022-12.2022)
- Visma (2023-)
  - Team Jumbo-Visma (2023)
  - Team Visma | Lease a Bike (2024-)